# Liga de Campeones de la Concacaf U13
La Liga de Campeones de la Concacaf es una competición continental infantil anual de fútbol de clubes organizada por CONCACAF. El objetivo de la competición es para desarrollar el deporte y talento de fútbol dentro de la región de CONCACAF, el cual incluye Norte, Centro América y el Caribe. CONCACAF invita a las asociaciones de fútbol nacionales para seleccionar sus mejores equipos para representar el país a un nivel continental. El torneo sub-13 es el de edad más joven que compite en un torneo oficial de CONCACAF. El nombre oficial de la competición es Scotiabank CONCACAF por razones de patrocinio.
El torneo inaugural estuvo ocupado en Ciudad de México, México, el 4 de agosto de 2015, siendo el Toluca el primer ganador de la competición.

## Historia
La competición se inició en 2015 y albergó 8 clubes de fútbol U-13 de 7 países diferentes de la región de la CONCACAF para competir en un nivel profesional internacional. La primera competición tuvo lugar del 4 de agosto de 2015 al 8 de agosto de 2015, y estuvo albergado en la Academia de entrenamiento Acoxpa de Cruz Azul. La competición es una experiencia grande para todo el mundo implicado y como resultado, todavía está siendo ejecutado en una base anual. La segunda edición se efectuó el 2016, contó con 16 equipos de clubes de 10 países de todas partes América del Norte, América Central y el Caribe. El torneo tuvo lugar del 23 al 30 de julio de 2016 en la Universidad Intercontinental en Ciudad de México.

## Formato de torneo
Dieciséis equipos de club del Caribe, América Central y América del Norte están divididas en cuatro grupos de cuatro equipos. El torneo sigue una formato de todos contra todos, en donde los primeros 2 clasificados de cada grupo avanzan a la siguiente fase. Los ganadores de los cuartos de final clasifican a las semifinales, se juega un partido por el tercer lugar entre los derrotados en semifinales, mientras que los vencedores se enfrentan en la final a partido único. La edición del 2017 torneo de la Scotiabank CONCACAF Liga de Campeones U-13 incluye un torneo escudo para aquellos equipos que ha sido eliminado durante la etapa de grupo.

## Premios
La ceremonia de premios está escenificada en el campo al final del partido final. Esta oportunidad da equipos y abanica el sentir de un torneo profesional. Hay 4 tipos principales de premios individuales qué incluir la bota dorada, balón dorado, el guante dorado, y la del jugador más valioso. El premio de bota dorada es para el mejor anotador del torneo. El balón dorado es para el mejor jugador del torneo. El guante dorado es otorgado al mejor portero y el premio de jugador más valioso está dado al jugador quién demuestra mejor rendimiento entre todos los jugadores en el torneo. Para la edición 2018 se presentó el nuevo trofeo

## Historial
Palmarés en Liga de Campeones.
| Liga de Campeones de la Concacaf U-13 | Liga de Campeones de la Concacaf U-13 | Liga de Campeones de la Concacaf U-13 | Liga de Campeones de la Concacaf U-13 | Liga de Campeones de la Concacaf U-13 | Liga de Campeones de la Concacaf U-13 |
| Temporada                             | Campeón                               | Resultado                             | Subcampeón                            | Tercer puesto                         | Sede Final                            |
| ------------------------------------- | ------------------------------------- | ------------------------------------- | ------------------------------------- | ------------------------------------- | ------------------------------------- |
| 2015                                  | Toluca F. C.                          | 4-0                                   | A. D. Chalatenango                    | Águilas de la UAS                     | [ 11 ]                                |
| 2016                                  | C. D. Santa Ana                       | 0–0 (5-4 pen.)                        | Comunicaciones F. C.                  | L. D. Alajuelense                     | [ 12 ]                                |
| 2017                                  | U. Cantera Norte                      | 2-0                                   | L. D. Alajuelense                     | Toronto F. C.                         | [ 13 ]                                |
| 2018                                  | Los Ángeles F. C.                     | 2-0                                   | Juniors Tampico                       | C. D. Plaza Amador                    | [ 14 ]                                |
| 2019                                  | Philadelphia Union                    | 2-1                                   | C. D. Santa Ana                       | Comunicaciones F. C.                  | [ 15 ]                                |
| 2020                                  | Cancelado                             | Cancelado                             | Cancelado                             | Cancelado                             | Cancelado                             |

La edición 2020 fue cancelada debido a la pandemia COVID-19.

## Escudo
Campeones del torneo escudo que se juega en paralelo, también los premios a los mejores jugadores del torneo.
| Torneo Escudo / Premios individuales | Torneo Escudo / Premios individuales | Torneo Escudo / Premios individuales | Torneo Escudo / Premios individuales | Torneo Escudo / Premios individuales            | Torneo Escudo / Premios individuales |
| Temporada                            | Campeón                              | Subcampeón                           | Mejor jugador                        | Bota de oro                                     | Guante de oro                        |
| ------------------------------------ | ------------------------------------ | ------------------------------------ | ------------------------------------ | ----------------------------------------------- | ------------------------------------ |
| 2015                                 | ?                                    | ?                                    | -                                    | Cuauhtémoc Montes de Oca, Miguel Pérez (Toluca) | Benjamin Collins (Montreal Impact)   |
| 2016                                 | ?                                    | ?                                    | -                                    | ?                                               | ?                                    |
| 2017                                 | Chicago Fire                         | C. D. Santa Ana                      | Fernando Rentería (U. Cantera Norte) | Miguel Ángel Carreón (U. Cantera Norte)         | Dino Bontis (Toronto F. C.)          |
| 2018                                 | C. D. Santa Ana                      | Cantera Yucatán                      | Diego Ceja (Los Angeles F. C.)       | Rafael Mosquera (Plaza Amador)                  | Iván Suero (Plaza Amador)            |
| 2019                                 | L. D. Alajuelense                    | Vancouver Whitecaps                  | Aaron Heard (Philadelphia Union)     | Gael Medrano (Philadelphia Union)               | Andrew Rick (Philadelphia Union)     |
| 2020                                 | Cancelado                            | Cancelado                            | Cancelado                            | Cancelado                                       | Cancelado                            |

La edición 2020 fue cancelada debido a la pandemia COVID-19.

## Títulos por país
| México         | 2 | 1 |
| Estados Unidos | 2 | 0 |
| El Salvador    | 1 | 2 |
| Guatemala      | 0 | 1 |
| Costa Rica     | 0 | 1 |